# Breege
Breege är en kommun och ort i norra delen av den tyska ön Rügen. Orten ligger vid Breeger Bodden, en havsvik i Östersjön.
Kommunen ingår i kommunalförbundet Amt Nord-Rügen tillsammans med kommunerna Altenkirchen, Dranske, Glowe, Lohme, Putgarten, Sagard och Wiek.